# ベスレヘム・スチール

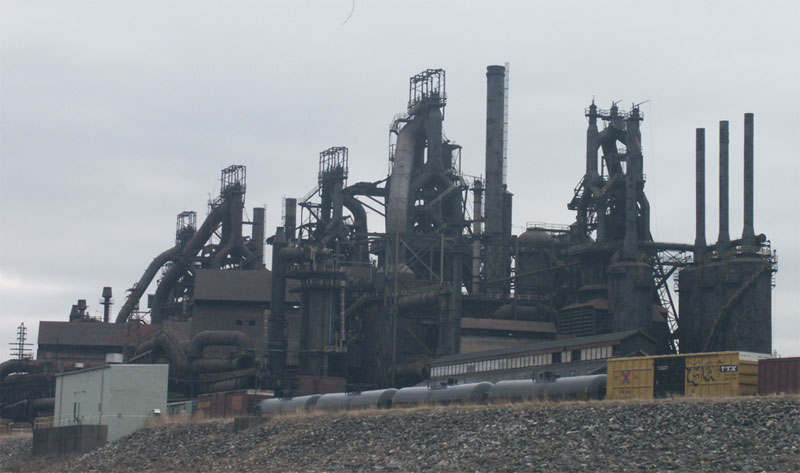
ペンシルベニア州ベスレヘムのベスレヘム・スチール基幹生産設備

ベスレヘム・スチール (Bethlehem Steel Corporation, 1857年 - 2003年) は、アメリカ合衆国の製鋼会社。ペンシルベニア州ベスレヘムに所在した。かつてはUSスチールに次ぐ規模を持っていたが、2001年に破綻、分割され、2003年にインターナショナル・スチール・グループ(International Steel Group, ISG)に売却された。2005年にISGはミッタル・スチールと合併した。
その操業期間中、ベスレヘム・スチールは世界で最大の造船会社の内の一つで、アメリカの工業生産における最も強力なシンボルの一つであった、
ベスレヘム・スチールの終焉はアメリカ経済が、より安価な外国製品の流入により工業生産が立ちゆかなくなった最も顕著な例としてしばしば取り上げられる。ビリー・ジョエルの曲の一つ『アレンタウン』で、その顛末をテーマにした内容で歌われている事でも有名。

## 歴史
1857年4月8日 ペンシルベニア州サウス・ベスレヘムでサウコナ製鉄所 (Saucona Iron Company) がAugustus Wolleによって創業された。
1859年 社名をBethlehem Rolling Mill and Iron Companyに改名した。
1860年7月15日 アルフレッド・ハント (Alfred Hunt) が重役会で社長に選任された。
1861年5月1日 社名をベスレヘム製鉄所 (Bethlehem Iron Company) に改名した。会社は創業初期にアメリカ海軍向けの鉄道レールや装甲板を生産した。
1899年 社名をベスレヘム・スチール会社 (Bethlehem Steel Company) に改名した。
1904年 投資銀行のチャールズ＝シュワブを創業したチャールズ・M・シュワブと、亜鉛とニッケルの精製で財を成したジョセフ・ウォートン（後にウォートン・スクールを創設）がベスレヘム・スチールを創設し、シュワブが初代社長および重役会議長に就任した。
1900年代初頭 キューバでの鉱山業および国内での造船業に進出した。
1913年 マサチューセッツ州クインシーのフォアリバー造船所を買収し、世界でも主要な造船業者の一つとなった。
1916年 ユージン・グレースが社長に就任する。1945年には会長となり1957年まで同社を率いた。グレースは1920年代に多くの製鉄所を設立し、ベスレヘム・スチールは全国各地の著名な建造物に使用される鋼材を生産した。同社の鋼材はニューヨークのロックフェラー・センター、マディソン・スクエア・ガーデン、サンフランシスコのゴールデン・ゲート・ブリッジなど多数に使用された。
ベスレヘム・スチールは革命的な新型圧延機を導入し、アメリカで初のフランジの広い構造材を生産し、アメリカ工業界で特筆すべき発展を成し遂げた。これらの構造材は超高層ビル時代の到来を告げ、ベスレヘム・スチールを建設産業界への主要な鋼材供給源として確立させた。

## 軍への供給
第一次世界大戦および第二次世界大戦中にベスレヘム・スチールはアメリカ軍向けに装甲板および砲製品を供給した。軍の艦艇の大半はベスレヘム・スチール製の装甲板および銃砲を装備した。
第二次世界大戦中に同社の15の造船所は180,000名を雇用し、合計1,121隻の艦艇を生産した（会社全体の従業員は300,000名であった）。戦後は防衛産業、発電所および鋼材製造業者に対して鍛造製品、建設業界に対して種々様々の構造材を供給した。
ベスレヘム・スチールの絶頂期は1950年代に到来した。同社は一年当たり約2,300万トンを製造し、1962年から1964年にかけてインディアナ州バーンズ・ハーバーに最大の製鉄所を建設した。社長のアーサー・B・ホーマーは1958年のアメリカ合衆国において最も高給の事業経営者であった。

### 造船所
- フォアリバー造船所 - マサチューセッツ州
- ベスレヘム造船所（前スパローズ・ポイント造船所） - メリーランド州スパローズ・ポイント
- アラメダ造船所 - カリフォルニア州
- サンフランシスコ造船所 - カリフォルニア州

### 貨車
ベスレヘム・スチールはペンシルベニア州ジョンズタウンのミッドヴェール・スチール・アンド・オーディナンス社を買収し、1923年から1991年まで世界でも有数の鉄道貨車生産者であった。主要な鉄鋼業者であったにもかかわらず、ベスレヘム・スチールの貨車部門は鉄道貨車の製造でアルミニウムの使用を開拓した。ジョンズタウン工場は1991年に自社株購入でジョンズタウン・アメリカ・インダストリーズ社として独立した。
ジョンズタウン・アメリカはイリノイ州ダンヴィルの工場を買収、拡張し、社名をフライトカー・アメリカ・コーポレーションとしてNASDAQに上場した。フライトカー・アメリカは現在も上場する、唯一のアメリカ人が所有する旧ベスレヘム・スチール関連会社である。フライトカー・アメリカはバージニア州の生産施設を買収し、ジョンズタウンから撤退しようとしている。この動きは会社を現在まで育て上げた地域及び従業員への感謝よりも、コストの低減が企業にとって必要であり、それが動機であると考えられる。

## 国際競争との直面
アメリカの製鉄業は第二次世界大戦前から大戦終結までの間に大いに繁栄したが、ライバルであった日本とドイツの製鉄業は連合軍の爆撃による破壊などによって壊滅状態となった。戦後それらの再建は新型製鉄所での連続鋳造のようなより現代的な技術で行われ、戦前から強力な工業力を持っていた国の復興に貢献した。アメリカの製鉄業が重要な国際競争なしに操業することができた1930年代後半から1950年代後半までの約20年間で、工場労働者の給与は上昇し、新技術への利益投資は怠られた。この事実は1980年代に製品の価格格差として影響を及ぼすこととなる。
さらにより安価な外国製鋼材は、大韓民国やブラジル、インドなどの新興国の工業化が進んだ1980年代に輸入され始めた。これはベスレヘム・スチールの市場占有率に否定的な影響を与える。1982年には15億USドルの赤字を計上し、その製鉄所の多くを閉鎖しなければならなくなった。収益率は1988年に一時的に好転したが、1980年代から1990年代にかけて閉鎖とリストラは続けられた。
1980年代中頃に構造材製品の市場は縮小し始めた。一方で市場には新たな競争が現れた。軽量で低層な建設スタイルは低層建造物の増加につながり、ベスレヘム・スチールが生産するような巨大で重量のある構造材の需要は減少した。その結果、1991年には採鉱業（ベスエナジー）から撤退、1995年には製鉄所での製鋼を中止することとなった。ベスレヘムでの140年に及ぶ鉄鋼生産は終了した。ベスレヘム・スチールは企業の中心活動である製鋼業を維持するため、1993年には鉄道貨車生産、1997年に造船から撤退している。
ジェームズ・C・コリンズはその著書『Good to Great』の中で、ベスレヘムの長期凋落をニューコアの急速な上昇と比較している。コリンズは調査チームが集めたデータに基づき、安価な輸入製品がベスレヘムの衰退のただ一つの理由ではなかったと結論を下した。技術の刷新や労使関係改善の失敗が会社の終焉に大きく影響した。
皮肉にも安価な輸入製品はアメリカ製鉄業全体の問題である。最近ニューコアのCEOは輸入製品によって引き起こされた問題に関して上院で証言を行った。

## 破綻
ベスレヘムでの操業停止とリーハイ・ヴァリー地域への影響で、ベスレヘム・スチールはベスレヘム南側の再生支援を決定し、会社資産再利用のため外部コンサルタントと契約を結ぶ。再生計画は所有する163エーカー(660,000m2)の土地をベスレヘム・ワークス(Bethlehem Works)と改名し、文化、レクリエーション、教育、娯楽のための施設に利用するという物であった。国立産業博物館はスミソニアン協会と協力して建設され、ベスレヘム・コマース・センターは1,600エーカー(6.5km2)の主要な工業跡地から成り、カジノ、娯楽施設の複合体および巨大な小売店舗と共に建設が計画されている。
2001年にベスレヘム・スチールは破産を申し立てた。二年後の2003年に6つの巨大製鉄所を含む会社の資産はインターナショナル・スチール・グループによって買収された。
その資産は2007年にサンズ・ベスワークスに売却され、以前建っていた巨大な製鉄工場は取り壊された。その跡地は2009年5月22日にペンシルベニア州最大のカジノリゾートとしてオープンした。

## 註
1. ↑  Sands Casino Resort Bethlehem Set to Officially Open its Doors on May 22. Las Vegas Sands Corp. 2009年5月21日.（PDFファイル）